# Битка код села Фуке
Битка код села Фуке (12. децембра 1637) била је прва битка у сељачком устанку на полуострву Шимабара. Побуњени сељаци, скривени хришћани и ронини убили су локалног сакупљача пореза и потукли казнену експедицију из замка Шимабара, а затим гонили побеђене самураје све до замка, који је затим опседнут.

## Позадина

### Хришћанство у Јапану
Први Европски трговци - Португалци - стигли су у Јапан 1543. и донели свилу из Индије и, још важније, ново ватрено оружје - аркебузе, управо на врхунцу периода Сенгоку, када се Јапан налазио у стогодишњем грађанском рату, а великаши у свакој провинцији борили су се за превласт, потпуно независни од централне власти. Први хришћански мисионари, које је предводио исусовац Франциско Хавијер, стигли су у Јапан већ 1549, и многи локални великаши на острву Кјушу дозволили су им несметан рад, како би подстакли трговину са Европљанима. Неколицина великаша са Кјушуа чак је примила хришћанство заједно са свим својим поданицима (Омура Сумитада, Отомо Сорин и Арима Харунобу), тако да је до 1585. на Кјушуу било чак 150.000 хришћана, 85 хришћанских свештеника и 200 католичких цркава, а до 1600. број верника попео се на пола милиона, док је Нагасаки постао аутономна хришћанска колонија којом су управљали језуити.

### Први прогони и забрана хришћанства
Међутим, док је распарчаност земље и потреба за европским оружјем у периоду Сенгоку олакшала толеранцију хришћанства, уједињење Јапана под Тојотоми Хидејошијем који је 1587. заузео Кјушу ограничило је ширење нове вере. Хидејоши је најпре 1587. забранио хришћанима да уништавају будистичке храмове, а 1592. послао је све хришћанске самураје са Кјушуа, које је предводио Кониши Јукинага, у рат у Кореји, где су претрпели велике губитке. Отворен прогон хришћана почео је 1596, када се посада једног шпанског брода сукобила са Хидејошијевим самурајима: регент је 1597. у Нагасакију јавно разапео 26 хришћана (9 европских мисионара и 17 јапанских верника) како би обесхрабрио ширење нове вере. Хидејошијева смрт (1598) привремено је прекинула прогон хришћана, али су у грађанском рату, који је завршен битком код Секигахаре (1600), неки хришћански самураји са Кјушуа подржали непријатеље будућег шогуна, Токугава Ијејасуа. Најмоћнији хришћански великаш, Кониши Јукинага, погубљен је после битке, а део хришћанских господара изгубио је поседе.
Завера Окамото Даихачија (1612) и шпанско освајање оближњих Филипина навело је Токугава Ијејасуа и његовог наследника, шогуна Токугава Хидетаду, да 1614. законом забрани проповедање и исповедање хришћанске вере, под претњом прогонства, и да из земље протера све хришћанске трговце, са изузетком Холанђана, за које се знало да су протестанти и заклети непријатељи Шпанаца и Португалаца. Доношењем новог закона већина хришћана се вратила будизму, мали број је протеран, а још мањи је одбио да се одрекне своје вере и кажњен је мученичком смрћу. Међутим, док су се хришћани у градовима, властела и самураји спремно одрекли хришћанства, знатан број сељака у западним областима Кјушуа, где је хришћанство постојало више од пола века, наставио је да исповеда хришћанство у тајности (као скривени хришћани), изложен прогонима будистичке властеле и државних власти, које су терале осумњичене за хришћанство да јавно скрнаве хришћанске светиње (најчешће гажењем крстова и икона) како би се разоткрили или јавно одрекли своје вере. Свако јавно испољавање хришћанства кажњавано је јавним мучењем и погубљењем, најчешће разапињањем на крсту.

### Побуна у Шимабари
Полуострво Шимабара, источно од Нагасакија, и архипелаг Амакуса јужно од њега, бивши посед Кониши Јукинаге, имали су и након забране 1614. велики број скривених хришћана, а одузимање поседа хришћанима и побеђенима код Секигахаре свело је велики број локалних самураја на положај ронина и земљорадника. Посед Шимабара, који је припадао хришћанској породици Арима, 1614. је додељен породици Мацакура, са наређењем да подигну нови замак и искорене локалне хришћане. Уз огромне трошкове и кулук који су пали на терет локалних сељака, нови замак Шимабара довршен је после 10 година 1624, након чега је господар Мацакура добио шогуново наређење да се озбиљније посвети искорењивању хришћана. До 1529. око 80 откривених хришћана је погубљено, а око 150 је осакаћено и протерано. После његове смрти 1529, посед је наследио његов син, Мацакура Кацује, који је својевољно подигао годишњи приход са 60.000 на 120.000 кокуа, чиме је практично удвостручио порезе у натури. Положај сељака додатно је погоршао низ од седам узастопних неродних година (1529—1536), а непосредни повод за устанак била је господарева одлука да 1637. силом наплати све заостале порезе за претходних 7 година: неплаћање пореза кажњавано је мучењем жена и деце дужника.
Прва побуна избила је крајем новембра 1537. у селу Кучиноцу на јужној обали Шимабаре: локални порезник ухапсио је и мучио до смрти трудну снаху сеоског старешине због дуга од 30 врећа пиринча. У одговор, њен свекар и отац (који је био са суседних острва Амакуса), уз помоћ неколицине ронина, подигли су на оружје око 700 сељака и спалили порезникову кућу.

## Битка
У тренутку побуне господар Мацакура Кацује био је у Еду, а његов кастелан Окамото Шинбеи, који је остао да управља поседом, реаговао је споро. Тек 11. децембра увече вести о побуни и убијању чиновника у неким селима стигле су у замак Шимабара: наводно, при покушају да скине хришћанску икону са зида, један локални чиновник убијен је од гомиле побуњеника, који су се окупили у селу Фуке. Кастелан је послао на њих одред од 300 пешадинаца, 80 аркебузира и 15 самураја на коњима. Иако су очекивали лаку победу над сељацима, Мацакурини самураји су у зору 12. децембра нападнути на друму од преко 1.000 побуњеника: многи од њих били су ветерани из ранијих ратова, неки су имали мачеве и аркебузе, а многи су имали крстове нацртане на челу и нападали су са бојним покличем Сантјаго, преузетим од Португалаца. После кратке борбе Мацакурин одред је натеран у бекство, изгубивши 100 пешадинаца и 5-6 самураја; побуњеници су имали око 20 погинулих.

## Последице
Охрабрени побуњеници, чији је број приливом нових група нарастао на 1.500 бораца, гонили су противнике све до капија замка Шимабара, где су у кратком окршају изгубили око 200 људи, али су спалили и опљачкали предграђе (укључујући и будистичке храмове) и опсели замак, сатеравши браниоце иза зидина. Истог дана буна је избила и на суседном поседу, у свим селима на острвима Амакуса, где су хришћани организовано устали на оружје и спалили будистичке храмове. Укупан број устаника за неколико дана нарастао је на чак 8.000, пошто су многи сељаци били принуђени да им се прикључе како им не би спалили куће.